# Eversione dell'asse ecclesiastico
Con eversione dell'asse ecclesiastico si indicano gli effetti economici di due leggi del Regno d'Italia e segnatamente il Regio decreto 7 luglio 1866, n. 3036 di soppressione degli ordini e delle congregazioni religiose (in esecuzione della Legge 28 giugno 1866, n. 2987), e la Legge 15 agosto 1867, n. 3848 che dispose la confisca dei beni immobili agrari  accumulati nel corso dei secoli dagli enti religiosi ("Asse ecclesiastico"). Al regio decreto 7 luglio 1866, n. 3036 fece seguito il relativo regolamento di esecuzione, approvato con decreto luogotenenziale 21 luglio 1866, n. 3070.
Il termine "eversione", dalla radice latina evertĕre, significa abbattere, rovesciare, sopprimere. Il termine "asse", dal latino as, assis = moneta, significa "patrimonio".
L'espressione, quindi, qualifica la confisca dei beni immobili degli enti religiosi come un abbattimento del potere fondiario della chiesa cattolica. Essa venne utilizzata sia nei disegni preparatori che nella legge stessa del 1866, ma in leggi successive il concetto fu edulcorato con l'espressione "liquidazione dell'asse ecclesiastico", terminologia che sottace la natura confiscatoria, ma che trova una corrispondenza in una maggiore moderazione delle leggi stesse. La nuova terminologia intese indicare come obiettivo della legislazione quello di imporre alla Chiesa la vendita dei propri beni immobili, attraverso, ad esempio, la conversione in titoli di stato. Obiettivo di fondo dell'azione del legislatore fu, quindi, l'estensione del controllo dello Stato sulla Chiesa.
Ispirate a un'ideologia giurisdizionalista (la teoria giurisdizionalistica considerava il sovrano quale proprietario sostanziale anche di tutti i beni ecclesiastici), le leggi di eversione dell'asse ecclesiastico rimasero in vigore fino al 1929, anno dei Patti lateranensi.

## La manomorta
Tra le ragioni (non la sola) che indussero lo stato sabaudo a procedere alla liquidazione di parte del patrimonio immobiliare degli enti ecclesastici ci fu il persistere plurisecolare della condizione di manomorta in cui versavano tali possedimenti. Infatti di regola le clausole di testamenti e donazioni imponevano l'inalienabilità dei beni legati o donati, i quali in contropartita della celebrazione di messe o della elevazione di preghiere dovevano servire a dare una sede e un tetto ai religiosi o ad assicurare loro delle risorse alimentari e/o finanziarie attraverso la coltivazione di fondi rustici o la concessione di questi ultimi a terzi in enfiteusi. Di qui la non circolarità permanente di un enorme patrimonio immobiliare, con la conseguenza dell'impossibilità per lo Stato di percepire tributi o imposte, salvo la tassa di manomorta.

## Il contesto storico
La politica anticlericale del Regno di Sardegna fu inaugurata con la legge del 29 maggio 1855, n. 878, che abrogò il riconoscimento civile a numerosi ordini religiosi incamerandone i beni. Si trattava di procedimenti già messi in pratica in altri Stati, ad esempio nel Granducato di Toscana con le soppressioni leopoldine dei conventi già dal 1786, e nella Francia napoleonica e nei territori da essa controllati (Italia compresa) nel 1808. I beni patrimoniali degli ordini soppressi passarono in blocco sotto l'amministrazione di una Cassa Ecclesiastica. Con questo provvedimento il Regno di Sardegna cominciò ad incidere sull'assetto della proprietà privata.
| Proprietà confiscate nel Regno di Sardegna nel 1855                                  | Proprietà confiscate nel Regno di Sardegna nel 1855 | Proprietà confiscate nel Regno di Sardegna nel 1855 | Proprietà confiscate nel Regno di Sardegna nel 1855 | Proprietà confiscate nel Regno di Sardegna nel 1855 |
| Quantità                                                                             | Tipo                                                | N. persone                                          | Categoria                                           | Entrate annuali (in lire)                           |
| ------------------------------------------------------------------------------------ | --------------------------------------------------- | --------------------------------------------------- | --------------------------------------------------- | --------------------------------------------------- |
| 66                                                                                   | Monasteri nel continente                            | 772                                                 | Monaci                                              | 770 000                                             |
| 46                                                                                   | Monasteri nel continente                            | 1085                                                | Suore                                               | 592 000                                             |
| 40                                                                                   | Monasteri in Sardegna                               | 489                                                 | Monaci e monache                                    | 369 000                                             |
| 182                                                                                  | Conventi spirituali                                 | 3145                                                | Monaci                                              | _                                                   |
| 65                                                                                   | Edifici ecclesiastici                               | 680                                                 | Preti                                               | 550 000                                             |
| 1700                                                                                 | Benefici ecclesiastici                              | 1700                                                | Ecclesiastici                                       | 1 370 000                                           |
| Fonte: Frederick Martin, The Statesman's Year-Book, Macmillan And Co., 1866. p. 316. |                                                     |                                                     |                                                     |                                                     |

In totale furono confiscati 2099 beni ecclesiastici, coinvolgendo 7871 religiosi che sommati davano una rendita annuale di 3 641 000 lire.
Tale disposizione venne estesa nel 1859 all'ex Legazione delle Romagne, ai Ducati e successivamente agli altri territori che furono annessi allo Stato sabaudo.
Un secondo provvedimento restrittivo si ebbe con la Legge 21 agosto 1862, n. 794, che tolse alla Cassa ecclesiastica il possesso materiale dei beni incamerati, passandolo al Demanio dello Stato. Gran parte del denaro ricavato da questa confisca venne utilizzata dal governo del nuovo stato per le spese connesse con la pubblica educazione, come votato dal parlamento.
Nel 1866 il giovane Regno d'Italia affrontò una difficile e dispendiosa guerra contro l'Austria (terza guerra d'indipendenza). A causa delle spese ingenti dovute al conflitto, il disavanzo pubblico salì a 721 milioni, cifra mai toccata prima. La risposta dello Stato alla grave crisi finanziaria e alla necessità di ulteriori prestiti dai banchieri inglesi fu l'incameramento dei beni ecclesiastici.
Le confische accentuarono il dissidio politico con la Santa Sede, originatosi con la questione romana, che sarà ricomposto solo con la firma dei Patti lateranensi nel 1929.
Per compensare in qualche modo la liquidazione dei beni immobili che la Chiesa cattolica aveva subito a partire dal 1810 (con le leggi napoleoniche) e fino a tutto il 1871, il Regno d'Italia si impegnò a "stipendiare" con la "congrua" i presbiteri titolari di un beneficio ecclesiastico.
L'incameramento dei beni operato nel 1866/67 non era isolato: lo Stato aveva cominciato ad incidere sull'assetto della proprietà nel 1861 con la quotizzazione dei demani comunali, e nel 1862 con una legge di alienazione del demanio dello Stato. Dopo la Presa di Roma nel 1870, il primo ministro Giovanni Lanza estese, con alcuni correttivi, l'eversione dei beni degli enti ecclesiastici anche ai territori appartenenti all'ex Stato Pontificio e, quindi, anche a Roma, scelta quale nuova capitale dello Stato unitario, ai sensi della 19 giugno 1873, n. 1402.

## Il contenuto delle norme
Le due leggi di liquidazione dell'asse ecclesiastico furono approvate nel 1866 e nel 1867:
1. Con il Regio Decreto 7 luglio 1866, n. 3036 "per la soppressione delle corporazioni religiose" fu tolta la personalità giuridica (con la conseguente perdita della capacità patrimoniale)  a  ordini, corporazioni e congregazioni religiose regolari e secolari,  ai conservatori e ai ritiri, che comportassero vita in comune e avessero carattere ecclesiastico. Ai religiosi delle case soppresse furono corrisposti degli assegni a integrazione della congrua e, su richiesta, fu data loro la possibilità di continuare a occupare i monasteri e i conventi o parte di essi.
2. Con la legge 15 agosto 1867, n. 3848 "per la liquidazione dell'asse ecclesiastico" furono soppressi gli enti ecclesiastici del clero secolare: i capitoli delle chiese collegiate, le chiese ricettizie, le comunie, parte delle cappellanie corali, le abbazie e i priorati di natura abbaziale, parte dei benefici, le prelature e le cappellanie ecclesiastiche e laicali, le fondazioni o i legati pii per oggetto di culto, pure se non eretti in titolo ecclesiastico.

Gli enti furono soppressi in quanto ritenuti superflui dallo Stato per la vita religiosa del Paese. Da tale provvedimento restarono esclusi solamente gli organi centrali della Chiesa cattolica, le mense vescovili, i capitoli cattedrali, i benefici capitolari in numero limitato, i benefici parrocchiali, le fabbricerie e i seminari.
I beni immobili degli enti soppressi come i beni immobili degli enti non interessati dal provvedimento (cd. "enti conservati") furono convertiti in rendita pubblica al tasso del 5% in rapporto al valore desumibile dall'applicazione dell'imposta di manomorta. Ma all'atto della conversione in rendita, il patrimonio immobiliare degli enti soppressi e di quelli mantenuti in vita fu colpito da una tassa straordinaria del 30%.
La rendita fu devoluta per la maggior parte al Fondo per il Culto il quale aveva il compito di fare fronte alle necessità finanziarie degli enti non soppressi. Relativamente a questi ultimi, dalla conversione furono esclusi alcuni beni immobili in quanto funzionali e quindi fini a se stessi: le chiese, i palazzi vescovili, i fabbricati dei seminari, eccetera, e quelli di ogni specie appartenenti ai benefici parrocchiali e alle parrocchie (ma non alle fabbricerie). I beni parrocchiali e quelli delle fabbricerie furono esentati dall'imposta del 30%. I beni mobili (ad esempio le opere d'arte, le antichità, gli arredi e oggetti liturgici, gli arazzi, i tappeti e le biblioteche) e i beni immobili non assoggettati a conversione furono devoluti al Fondo per il Culto.     
I beni immobili degli enti soppressi come i beni immobili assoggettati a conversione di quelli conservati furono incamerati dal Demanio e furono in parte riconvertiti in istituti d'istruzione, caserme o uffici pubblici, in parte messi all'incanto, oppure concessi ai Comuni e alle Province (con la legge del 1866, art. 20), previa richiesta di utilizzo per pubblica utilità entro il termine di un anno dalla presa di possesso. I fondi rustici, per lo più situati a grande distanza dai centri abitati e concessi nel tempo dai religiosi a terzi in regime di enfiteusi come pascoli o vigneti, furono anch'essi messi all'incanto. Complessivamente, furono immessi sul mercato e ceduti alla grande borghesia terriera a prezzi stracciati oltre 3 milioni di ettari (2,5 soltanto nel Sud) con modalità che sono state criticate sia dagli storici che dai giuristi.
In questo modo, «una grande quantità di fondi rurali fu messa all'asta pubblica in tutt'Italia; moltissime chiese non parrocchiali furono chiuse al culto e convertite in usi civili; monasteri e conventi furono convertiti in scuole e carceri». Ogni forma di opposizione all'incameramento dei beni e ogni inventario consegnato incompleto poteva essere punita dalla legge. Secondo Gianpaolo Romanato questi articoli «capovolgono la realtà, facendo della vittima un potenziale colpevole» e rivelano «il carattere sostanzialmente vessatorio della legge».

## Le conseguenze finanziarie
| Proprietà confiscate alla Chiesa cattolica in data 31/12/1877                                                                                       | Proprietà confiscate alla Chiesa cattolica in data 31/12/1877 | Proprietà confiscate alla Chiesa cattolica in data 31/12/1877 | Proprietà confiscate alla Chiesa cattolica in data 31/12/1877 |
| Organismo |                                                               | Rendita di beni immobili (in lire)                            | Rendita di beni mobili (in lire)                              |
| --- | ------------------------------------------------------------- | ------------------------------------------------------------- | ------------------------------------------------------------- |
| Corporazioni religiose | 2 179                                                         | 6 861 598                                                     | 7 799 623                                                     |
| Altri enti ecclesiastici | 34 852                                                        | 8 847 946                                                     | 7 767 139                                                     |
| Fonte: Danilo Breschi, Le leggi di liquidazione dell’asse ecclesiastico nel biennio 1866-1867: un iter complesso e una soluzione traumatica, p. 35. |                                                               |                                                               |                                                               |

### Nell'Italia settentrionale
Nel complesso il risultato dell'incameramento fu poco soddisfacente per lo Stato. L'ingente quantità dei beni immessi massicciamente sul mercato con vendite all'asta provocò un ribasso generalizzato dei prezzi del mercato immobiliare. I beni rimasti nella disponibilità del demanio e destinati a caserme, scuole e uffici pubblici furono di utilità limitata: si trattava di edifici nati con altro scopo, spesso di grandi dimensioni e in luoghi isolati.
Dal canto loro gli istituti religiosi cercarono di sfruttare al meglio le possibilità offerte dalla legge per tenere in vita le loro opere. Alcuni cercarono di mettere in luce il carattere sociale e non strettamente religioso delle loro opere, spesso trovando accoglimento delle loro cause. Altri istituti religiosi si organizzarono facendo ricomprare gli immobili da privati, sia laici che ecclesiastici, oppure costituendo società di scopo: dalle società tontinarie, che permettevano di ridurre le imposte di successione, fino alle più moderne società per azioni. Fra queste ultime sorsero la Società anonima san Giuseppe, la Società anonima San Pietro, la Società anonima Proprietà Fondiarie, la Società ligure-emiliana di beni immobili, la Società anonima per azioni San Paolo e l'Immobiliare Valtellinese. Queste iniziative finanziarie furono efficaci soprattutto nelle regioni settentrionali, mentre furono sporadiche nelle regioni meridionali, che furono quindi colpite più duramente dalle confische risorgimentali.
Lo spirito di impresa permeò così l'ambiente cattolico dell'Italia settentrionale, tanto che a partire dagli anni settanta e ottanta dell'Ottocento furono fondate casse rurali e banche, come la Banca di Valle Camonica, la Banca San Paolo di Brescia, il Banco di Sant'Ambrogio.

### Nell'Italia meridionale
La soppressione di molti ordini religiosi ebbe conseguenze negative sul potere degli enti ecclesiastici nell'ex Regno di Napoli: le due leggi del 1866 e 1867 generarono guadagni all'erario e permisero la redistribuzione di un'enorme quantità di beni immobili, essendo stati soppressi 117 monasteri su un totale generale di 1322 soppressi in tutto il regno d'Italia. Un obiettivo delle leggi di liquidazione era quello di attuare una generale privatizzazione: ma il modo in cui fu attuata la confisca delle terre della Chiesa non poteva raggiungere l'obiettivo di risollevare le classi più povere, che nella maggior parte dei casi non si trovavano nelle condizioni di accedere alle vendite e che, anzi, ne furono escluse poiché era previsto che «i beni nazionali» andavano venduti «esclusivamente» ai creditori dello Stato (in cambio della restituzione dei titoli del debito pubblico).
Si ottenne l'effetto di far finire le nuove proprietà nelle mani di pochi privilegiati: gli appartenenti alla borghesia degli affari, alti funzionari dello Stato  ed in parte alla nobiltà già possidente.

In particolare, nelle zone rurali il processo di liquidazione della feudalità stava lentamente sostituendo al vecchio feudatario il proprietario unico. Pochi privilegiati, riuscirono ad accaparrarsi le terre demaniali ed i possedimenti ecclesiastici, aggravando in maniera rilevante le condizioni delle plebi contadine (costituenti il 90% della popolazione meridionale) che videro recintate le nuove proprietà e soppressi gli usi civici, vale a dire tutti i diritti d'uso civico, quali far pascolare le pecore, il raccogliere legna o erba (diritti di pascolo, legnatico, erbatico).
Erano le premesse per la formazione di una grande e nuova manomorta: il neonato Regno d'Italia si era subito preoccupato (anche per far fronte ad esigenze di bilancio) della liquidazione delle terre espropriate alla Chiesa (il cosiddetto asse ecclesiastico), ma non riuscì a redistribuire ai contadini meridionali una qualche proprietà fondiaria, che al contrario continuò ad accumularsi nelle mani della solita borghesia agraria (la quale, assunto così il completo controllo delle amministrazioni locali, provvide ad accaparrarsi anche ciò che restava del demanio e delle terre comunali).

## Le conseguenze sociali
La feudalità era stata soppressa ma solo sulla carta: la struttura sociale era ancora largamente e profondamente feudale e persisteva infatti sotto forma di latifondo ("manomorta"). Questo nuovo assetto sociale creò una situazione difficile, che impose ben presto un deciso potenziamento del controllo poliziesco nei confronti della massa di ex contadini che si aggirava per le campagne che alimentò anche il brigantaggio postunitario italiano.
Fu una delle concause della questione meridionale: nel 1878, dopo appena un decennio dall'attuazione delle leggi di liquidazione, Pasquale Villari scriveva nelle sue Lettere meridionali che era necessario «sollevare le classi inferiori, che in alcune province d'Italia stanno in una condizione vergognosa per un popolo civile», sottolineando come questo fosse ormai «divenuto un dovere supremo nell'interesse dei ricchi e dei poveri», per evitare di «veder sorgere pericoli a cui nessuno pensa...Dobbiamo pensarci noi prima che ci pensino le moltitudini».
La studiosa Angela Pellicciari scriverà: «Le conseguenze sociali delle leggi eversive furono anche queste: in nome della libertà 57.492 persone (i religiosi) furono privati di tutto quello che possedevano: del letto, dei mobili, del tetto, degli oggetti di culto, degli archivi, delle biblioteche, dei terreni, di tutto. Così successe anche per 24.166 opere pie che non più serviranno al sollievo diretto della povertà. Lo Stato solleva le sue finanze, ma i cittadini si abitueranno a vedere nello Stato un intruso da cui difendersi o dinanzi al quale rimanere indifferenti. Anche questa fu una causa del distacco degli italiani dallo Stato che usò violenza!».

## Le conseguenze ecclesiastiche
La confisca di gran parte dei beni di proprietà di enti ecclesiastici periferici determinò una riforma centralizzatrice della Chiesa. Secondo Gianpaolo Romanato "nel giro di pochi decenni quella che ancora nella seconda metà del Settecento era di fatto una federazione di Chiese nazionali si trasformò in una compatta organizzazione internazionale, disciplinarmente e teologicamente sottoposta al Papa e agli organismi curiali. Roma divenne contemporaneamente fonte del potere, centro di elaborazione del pensiero teologico-canonistico, luogo di formazione del personale dirigente".
Giancarlo Rocca nota che «le leggi del 1866 e del 1873 non soppressero alcun Ordine religioso e nessun Ordine religioso scomparve a seguito di esse».
Anche a livello periferico le associazioni religiose si riorganizzarono secondo le nuove forme giuridiche previste dalle leggi dedicandosi a nuovi settori d'intervento: gli asili, gli oratori, la scuola, gli orfani, le missioni nei nuovi continenti, la stampa, ecc. Intervenendo alla Camera nel 1895 Francesco Crispi ammise che lo Stato aveva perduto la sua battaglia contro gli ordini religiosi.

## Effetti sui monumenti storici
Nelle leggi del 1866 e 1867 non furono previste forme particolari di tutela dei beni artistici delle chiese e degli altri fabbricati monastici, anche se i direttori del demanio incaricati della vendita potevano porre, tra le condizioni speciali, quanto ritenessero necessario per la conservazione di beni che contenessero monumenti, oggetti d'arte e simili. Di fatto ebbe luogo una tremenda dispersione di opere artistiche, di cui fu spesso distrutto o dimenticato il contesto storico culturale originario. Solo i più importanti beni artistici trovarono un riparo nei musei provinciali.
Una procedura per evitare queste disastrose conseguenze almeno nel caso di complessi di eccezionale valore artistico venne prevista all'art. 33 del Regio Decreto 3036, che dichiarava "monumenti nazionali" le abbazie di Montecassino, di Cava dei Tirreni, di San Martino delle Scale e della Certosa di Pavia.
Il medesimo articolo previde che altri complessi monumentali potessero ottenere la stessa qualificazione. In base all'art. 5.4 del regolamento di esecuzione della legge, la designazione doveva essere fatta dal consiglio d'amministrazione del Fondo per il culto e approvata dal ministro di Grazia e Giustizia e dei culti, sulla base di una relazione del direttore del Fondo stesso. La legge 3848 precisa poi che tale designazione deve essere fatta con decreto reale. Il decreto reale 5 luglio 1882, n. 917 modifica ulteriormente le disposizioni, stabilendo che la designazione dei monumenti nazionali deve essere fatta di intesa con il ministro della istruzione pubblica.
Con un decreto reale del 15 agosto 1869, quindici complessi vennero dichiarati monumenti nazionali, fra cui la chiesa e il chiostro di San Nicolò l'Arena di Catania, mentre nel 1877 erano inscritte nel bilancio del fondo per il culto dotazioni per altri sette monumenti nazionali. Si trattò quindi di interventi isolati ed eccezionali.
Secondo la legge il governo si obbligava alla conservazione dei complessi immobiliari dichiarati monumenti nazionali, con spesa a carico del Fondo per il culto. L'obbligo non era limitato all'edificio, ma si estendeva anche a tutti gli elementi annessi ("adiacenze, biblioteche, archivi, oggetti d'arte, strumenti scientifici e simili").